# Meridiaanpark
Het Meridiaanpark is een park dat, van noordwest naar zuidoost, dwars door Almere Buiten loopt. Dit grootste park van Almere bestaat uit een bos, een laan, populierencarrees en weiden. Het ontwerp is gemaakt door de landschapsarchitect Harm Veenenbos.
Het brede noordelijk deel van het Meridiaanpark is heringericht tot Buitenplaats. Onderdeel van het park is de Seizoenbuurt. In het Meridiaanpark liggen Jeugdland Almere Buiten, Scoutinggroep De Meridiaan en het speeleiland. De plannen voor Warmoezerij "De Buitenplaats" (een biologische tuinderij in combinatie met voorzieningen voor zorg, kinderopvang en horeca) zijn een stille dood gestorven. Het oorspronkelijk daarvoor gereserveerde deel van het park is door de gemeente heringericht met een paddenpoel en een areaal fruitbomen, waarvan iedereen mag plukken als ze vrucht dragen. Door het park loopt sinds 2017 het wandelpad Lange Loper.
In 2018 werd gestart met het aanbrengen van een nieuwe, plantaardige walbeschoeiing van biocomposiet materiaal. Dit milieuvriendelijke materiaal is gemaakt van vezels van gras, waterplanten in combinatie met aardappelzetmeel.
Beatrixpark ·
Beginbos ·
Bos der Onverzettelijken ·
Cascadepark ·
Den Uylpark ·
Ebenezer Howardpark ·
Hannie Schaftpark ·
Homeruspark ·
Stadslandgoed de Kemphaan ·
Kromslootpark ·
Lage Vaartoever ·
Laterna Magikapark ·
Leeghwaterplas ·
Lumièrepark ·
Meridiaanpark ·
Muzenpark ·
Noorderleede Oever ·
Oostelijke Groene Wig ·
Overgooische Zoom ·
Polderpark ·
Vroege Vogelbos ·
Westelijke Groene Wig